# Antonio Minello
Antonio Minello (Padua, ca. 1465 - Venecia, 1529) fue un escultor italiano, también citado como Minelli o Minelli de’ Bardi.

## Biografía
Fue hijo del también escultor Giovanni Minello (posiblemente formado en el taller de Pietro Lombardo) y hermano de Girolamo (sastre), Manadora, Polissena y Paola. El joven Antonio se formó en el taller paterno, y le ayudó en las obras de la Basílica de San Antonio de Padua, según se refleja en documentos fechados entre 1483-1484 relativos a la construcción del recinto presbiterial.

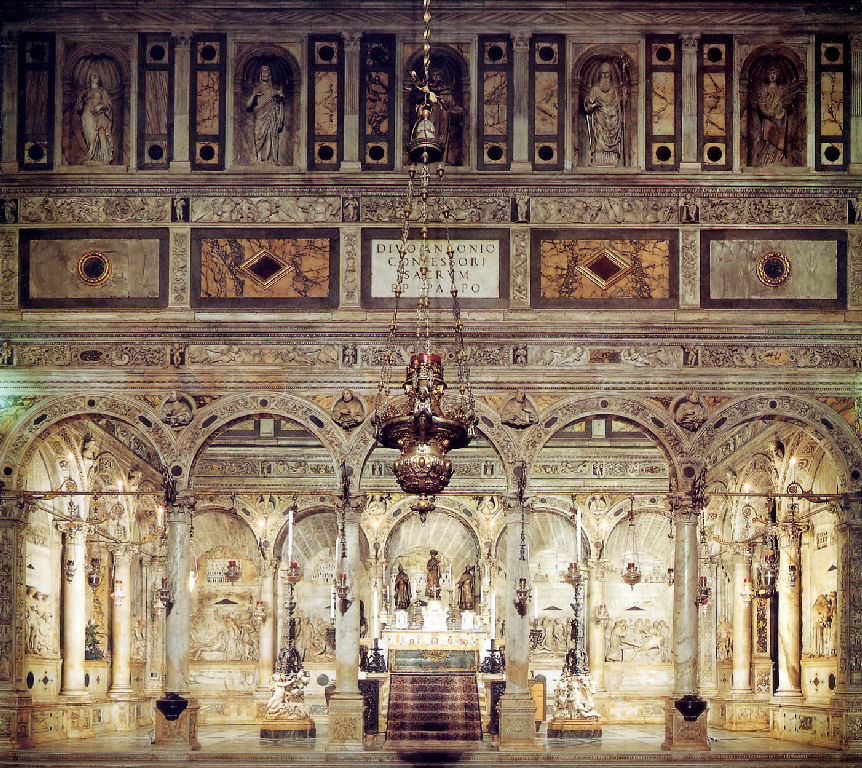
La Capilla del Arca de San Antonio de Padua. Las obras de mano de Antonio Minello son la escultura en bulto redondo de Santa Justina (arriba a la izquierda, en una hornacina) y dos relieves: el primero del lateral izquierdo (San Antonio recibe el hábito franciscano, 1512) y el que ocupa la posición central (San Antonio resucita un niño ahogado, terminado por Jacopo Sansovino, 1534).

Continuó trabajando en la misma basílica, siendo sus obras más significativas las de la nueva capilla de la tumba de San Antonio (la Capilla del Arca). En junio del año 1500 (y después confirmado en años sucesivos) se le encargó junto a su padre la realización de un altorrelieve que representara el Milagro de la mula como una de las nueve historias de San Antonio destinada a decorar las paredes del arca que contiene el cuerpo del santo. En el contrato definitivo, firmado el 26 de marzo de 1502, el tema cambió por el de San Antonio recibe el hábito franciscano; la primera versión de la obra fue rechazada por los comitentes, que no estaban satisfechos, y no fue completada hasta el año 1519. En 1502 esculpió la Efigie del padre Francesco Sansone, general de la Orden Franciscana y principal impulsor y mecenas de la Capilla de la Tumba.

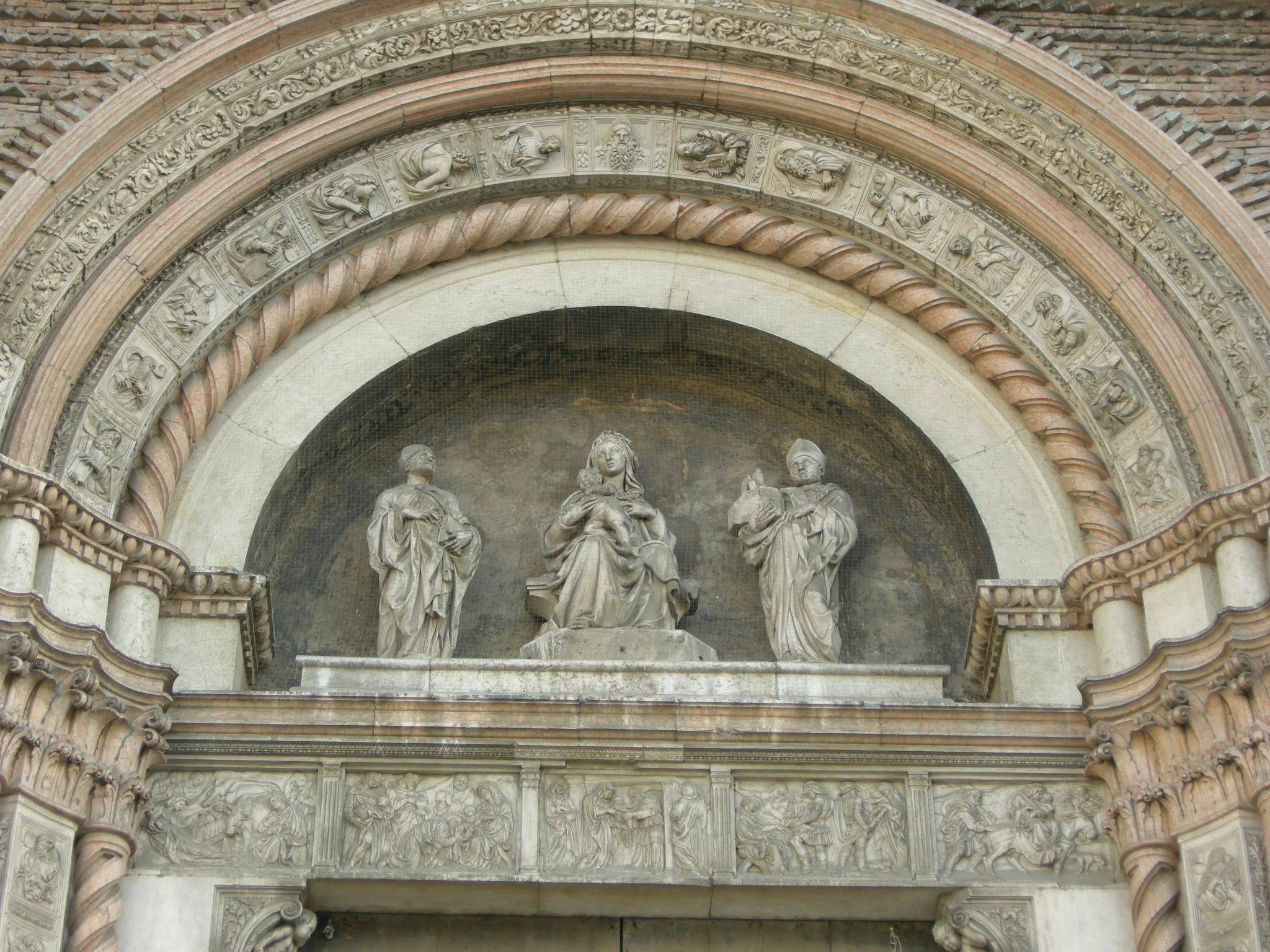
Parte superior de la Porta Magna de la basílica de San Petronio de Bolonia. Los profetas de la arquivolta son obra de Antonio Minello y Antonio da Ostiglia, mientras que el Moisés del centro es obra de Amico Aspertini.

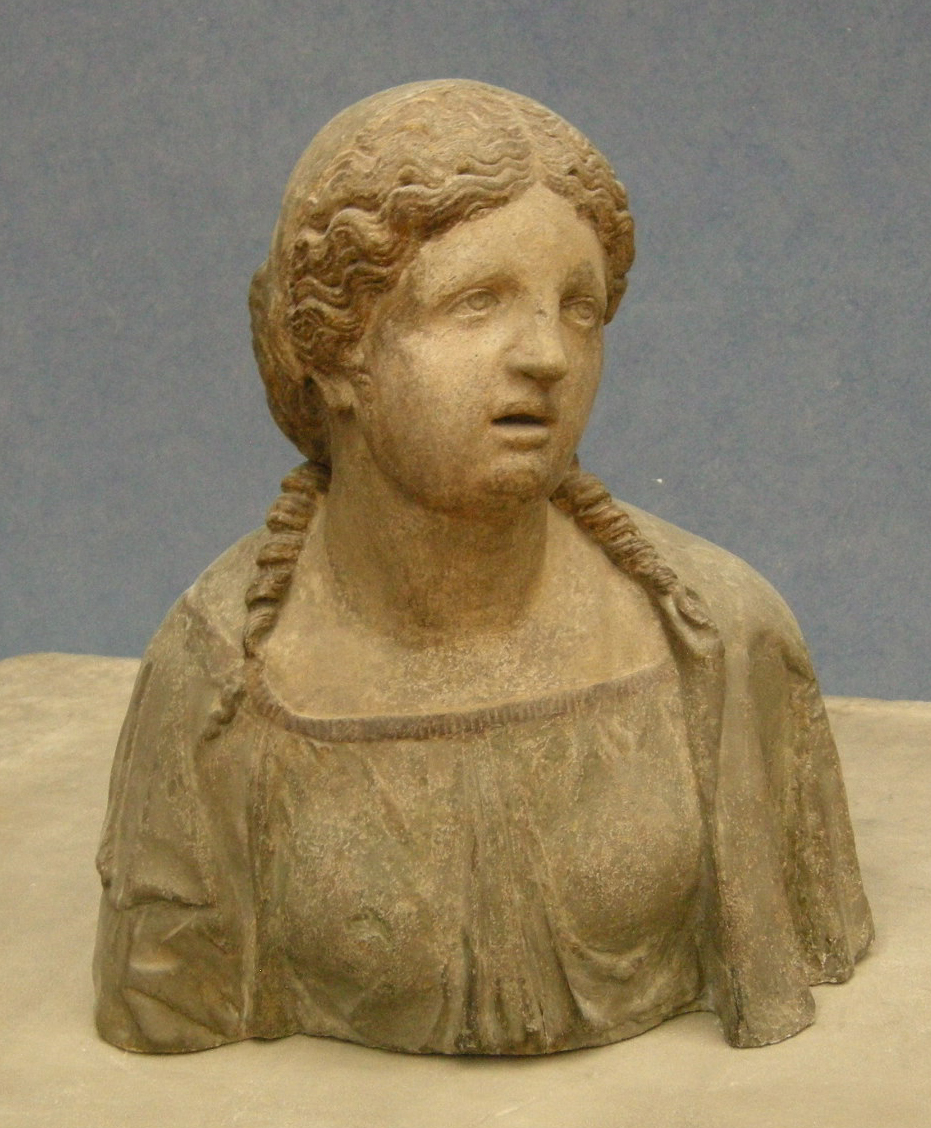
Busto de Santa Justina en terracota (hoy en el Museo Bardini de Florencia), probablemente usado como modelo para la estatua en mármol de la basílica de San Antonio de Padua.

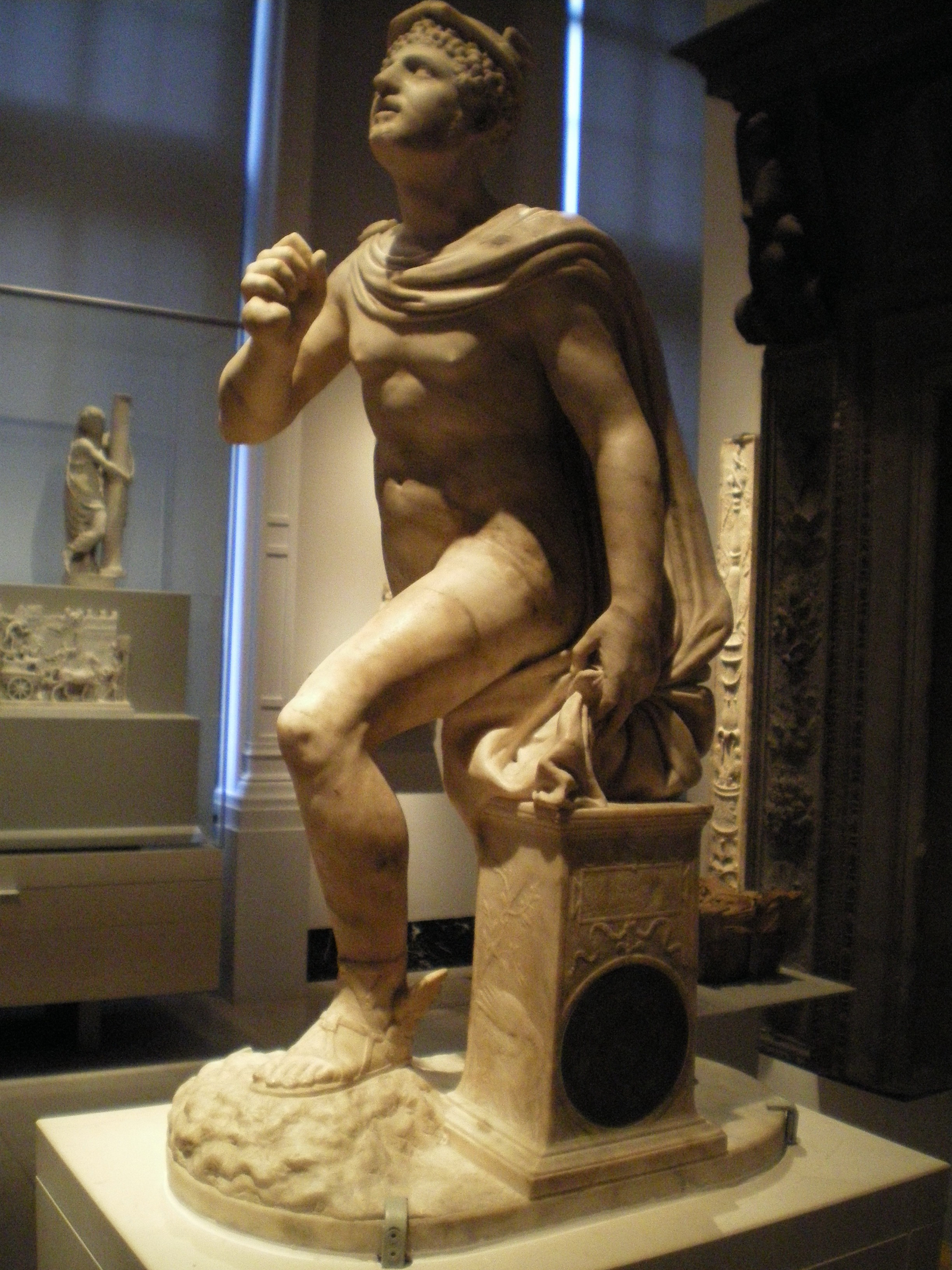
Mercurio, obra realizada para Marcantonio Michiel (hoy en el Victoria and Albert Museum).

En 1503 realizó, en un lugar destacado del monasterio de San Juan de Verdara, el Monumento funerario del rector Giovanni Calfurnio (actualmente en el claustro del noviciado de la basílica de San Antonio de Padua). Para el rostro posiblemente usó un calco de yeso, porque las crónicas recogen que el retrato era ex vivo sumpto.
En 1510 se comprometió con Antonio da Ostiglia para la realización de catorce relieves en mármol con medias figuras de Profetas para la Porta Magna de la basílica de San Petronio de Bolonia, labor que terminó en 1511.
En 1512 esculpió una santa Justina en mármol para la basílica de San Antonio de Padua, cuyo modelo de busto en terracota se conserva actualmente en el Museo Bardini de Florencia. Esta obra fue elogiada por el humanista y coleccionista de arte Marcantonio Michiel (1484-1552):

par al naturale, de marmo, fu di mano di Antonio Minello Padoano
Notizie d'opere di disegno

En 1520 se le confió un segundo altorrelieve (San Antonio resucita un niño ahogado) para la Capilla del Arca, obra que tras su muerte fue completada por Jacopo Sansovino.
En el catálogo de sus obras se incluyen refinadas obras de pequeñas dimensiones, entre las que cabe destacar:
- Escena mitológica (Pan y Luna), ahora en el Bayerisches Nationalmuseum de Múnich;[8]
- Busto de dama joven, ahora en una colección privada en Nueva York;
- Mercurio, realizado para Marcantonio Michiel, ahora en el Victoria and Albert Museum de Londres.[9]

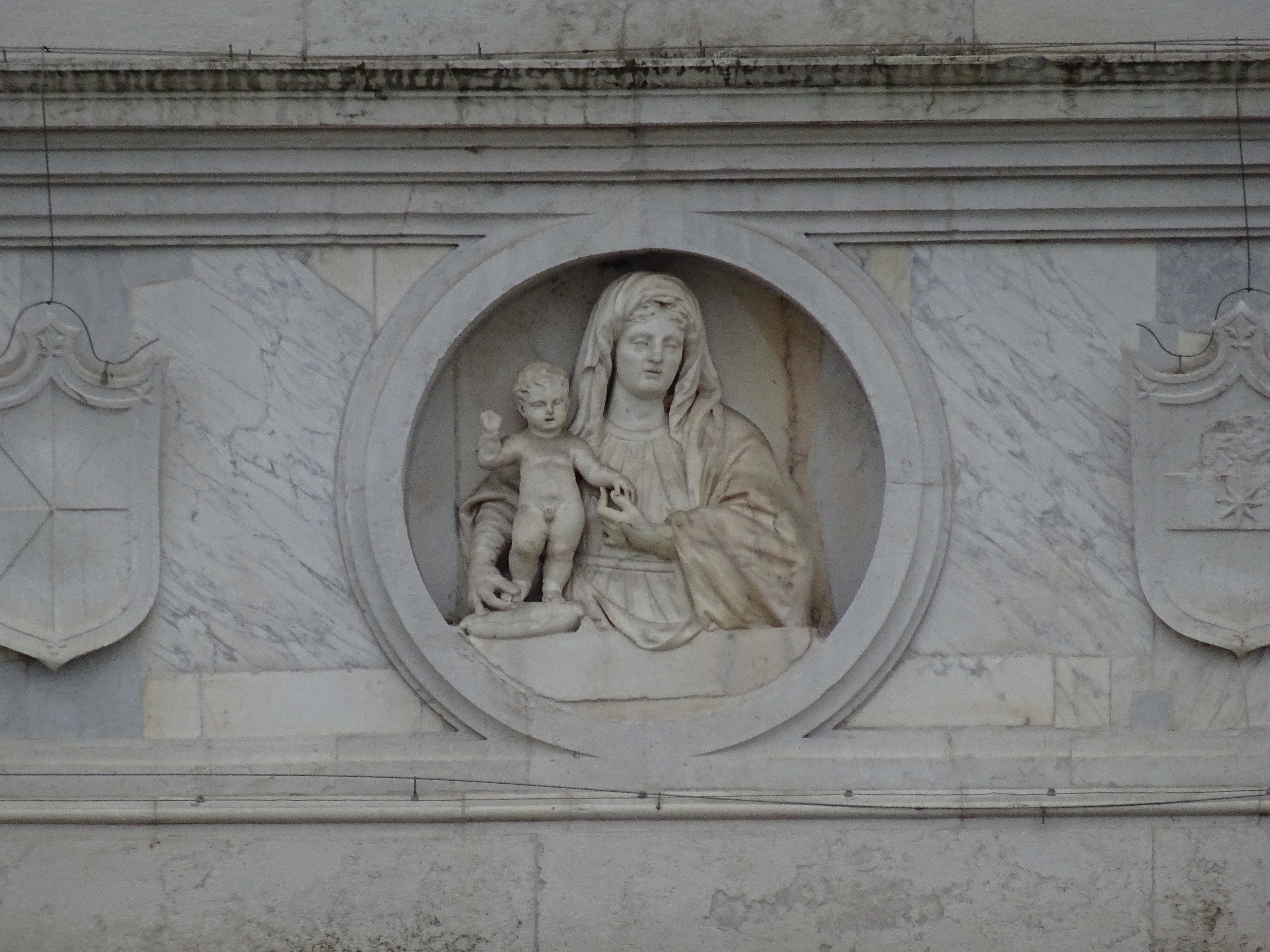
Madonna del pórtico de la catedral de Montagnana.

El 4 de enero de 1524, tras la muerte de Lorenzo Bregno, Minello adquirió su taller en Venecia, a donde trasladó su actividad, comprometiéndose a terminar algunas obras que el fallecido había dejado inacabadas, como las esculturas de la capilla de la familia Trevisan en la iglesia de Santa María Mater Domini y la Madonna con il Bambino para el pórtico de la catedral de Montagnana.

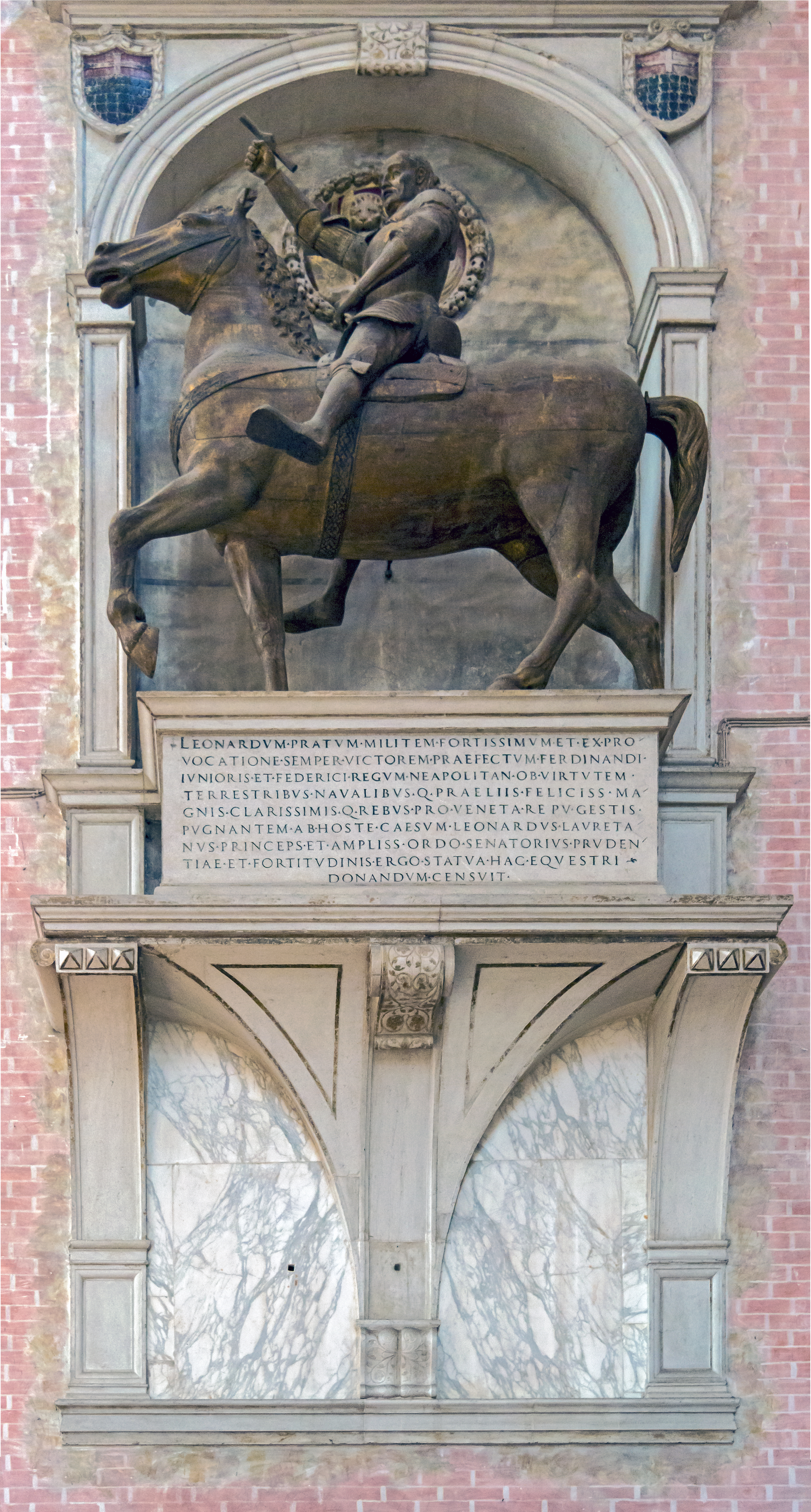
Monumento funerario de Fra Leonardo Prato en la basílica de San Juan y San Pablo de Venecia.

Según la historiadora del arte Anne Markham Schulz, deben atribuírsele los monumentos fúnebres de tres condottieri en la veneciana basílica de San Juan y San Pablo (Nicolò Orsini, Dionigi Naldi da Brisighella y Fra Leonardo Prato).
Antonio Minello recibió sepultura en la tumba de su familia en la iglesia de Santa Lucía (Padua).